# Sony Ericsson K850i
A Sony Ericsson K850i 2007 októberében megjelenő, felső kategóriás mobiltelefon. A készüléket 2007-ben jelentették be a K („Kamera”) széria új zászlóshajójaként, 5 megapixel felbontású CMOS szenzorral, a K810i utódjaként. A K850i a gyártó első (és eleddig egyetlen) készüléke, amely a Sony hagyományos M2 kártyatípusa mellett a microSD és a microSDHC memóriakártyákat is támogatja. Újdonságként jelent meg a kijelző alatt található három érintésérzékeny gomb és a navigációs gombok új formája a T68-ban megjelent klasszikus joystick helyett. A kamera kezelőfelületét is átalakították, hogy hasonlítson a Cyber-shot fényképezőgépekben lévőhöz. A gyártónak köszönhetően az UMTS beszédidő jelentősen növekedett 3 óra 30 percre (K800i és K810i: 2 óra 30 perc). Ez volt a Sony Ericsson első 3.5 HSDPA-t támogató telefonja és az első „globális” 3G telefonja, az összes a világon használt fontos frekvenciát támogatva: GSM 850, 900, 1800, 1900; HSDPA, UMTS 850, 1900, 2100.

## Megjelenés

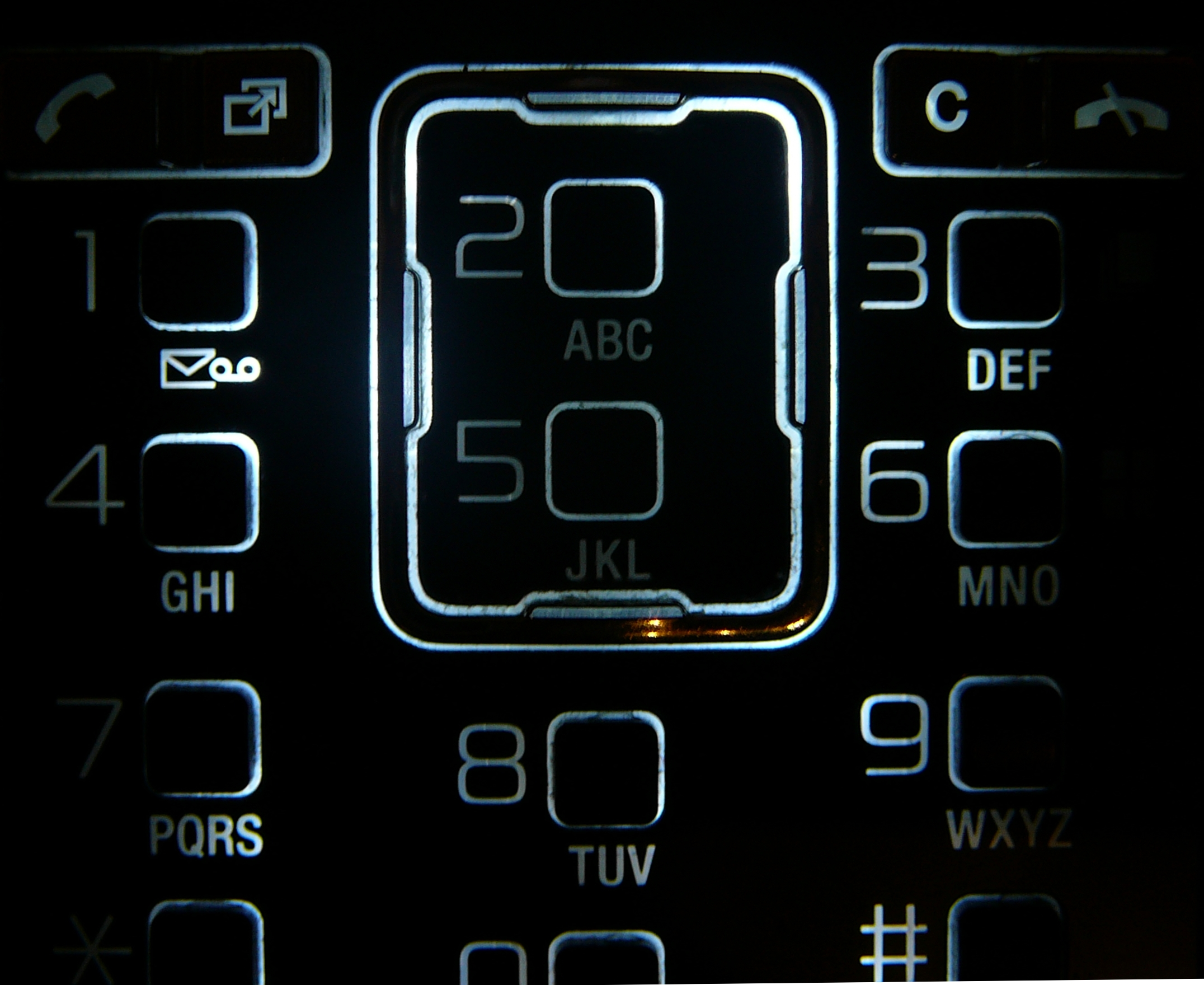
A navigációs gombok

A Cyber-shot vonalban újdonság az oldalsó gomb, amely segítségével válthatunk a fényképezés, videó és visszajátszás mód között. Ezenkívül újdonság a navigációs gombok újszerű elhelyezése, amit a kijelző méretének növelése tett szükségessé. A navigáció a 2-es és az 5-ös gombok köré rajzolt keret segítségével történik. A kijelző alatt közvetlenül három érintőgomb található, amelyekkel alapállapotban a Média, a menü, valamint a Kapcsolatok érhető el.
A telefon háromféle színváltozatban került forgalomba: 
- „Luminous Green” (fekete, oldalán zöld csíkkal)
- „Velvet Blue” (fekete, ezüstszínű oldallal és kék csíkkal)
- „Quicksilver Black” (fekete, oldalán ezüstszínű csíkkal)

### Ház, gombok

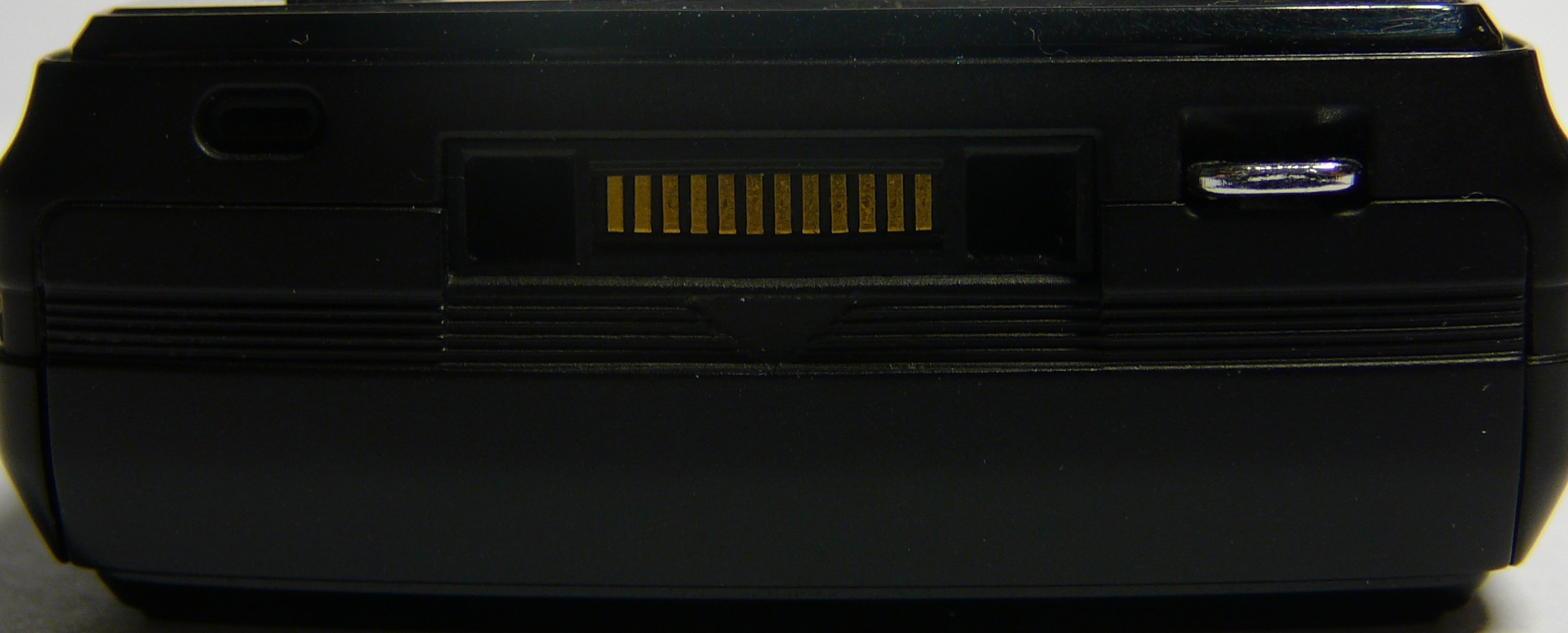
Kábelcsatlakozó

A kijelző fölött bal oldalon egy fényérzékelő található, amely a környezethez alkalmazkodva változtatja a kijelző fényerejét. Középen a hangszóró helyezkedik el, ami hét körből áll. A hangszórótól jobbra a másodlagos kamera optikája található. A telefon tetején a kikapcsoló és profilváltó gomb van: hosszan nyomva kikapcsolja a készüléket, röviden lenyomva a telefonprofil választható.
A telefon bal oldalán nem találhatóak gombok. A jobb oldalon föntről lefelé a következő gombok vannak: a hangerő-szabályozó, a fényképezés-videó-visszajátszás váltó, az exponáló gomb, a kamera aktiváló gombja.
A készülék alján kapott helyet a hálózati töltő és az USB-kábel csatlakozóhelye. Az alsó rész felhajtható, és itt helyezhető be az akkumulátor, a SIM kártya és a memóriakártya (M2 vagy microSD).

### Menü
A menü 12 ikonból áll, amelyek 4 sorba és 3 oszlopba vannak rendezve. Az ikon balról jobbra, föntről lefelé a következőek: PlayNow, Internet, Szórakozás, Cyber-shot (kamera), Üzenetek, Média, Riasztások, Kapcsolatok, Rádió, Hívások, Szervező, Beállítások.

### Témák
A telefonban öt gyárilag előretelepített téma van, ezek név szerint: Clarity, Colourite, Crystal, Laser Precision és Luminosity. A Laser Precision kivételével az összes téma csak a színsémát és az alapértelmezett háttérképet változtatja meg, a főmenü ikonjainak kinézetét nem befolyásolják. A Laser Precision egy Flash-téma, amely  átalakítja a menü ikonjait, és háttérképként egy olyan animációt állít be, amely érzékeli a telefon mozgását és annak megfelelően mozog. Ez a téma csak független készülékeken működik, a szolgáltatóhoz kötött készülékeken nem található meg.

## Tulajdonságok
A telefon legfontosabb tulajdonságai a következőek:
- 3G videóhívás
- Cyber-shot kamera Xenon vakuval és három LED fénnyel a videózáshoz és az autófókuszhoz
- Bluetooth 2.0 (100 méter)
- web hozzáférés (NetFront böngésző)
- 3.5G nagysebességű internet
- beépített Media Center (Sony PSP/PS3 CrossMediaBar menü)
- videólejátszó folyamatos gyors tekeréssel és lassítással

### Kamera
A telefon a 2005-ben megjelent 2 megapixeles kamerájú K750i-t és a 2006-ban megjelent 3,2 megapixeles K800i-t követte, amelyek a Sony Ericsson legsikeresebb modelljei közé tartoztak. 5,04 megapixel felbontású szenzor található benne, 16-szoros digitális zoom, Xenon vaku és három LED fény a fókuszáláshoz, valamint videózáshoz. Megtalálható benne a BestPic mód (a Sony Ericsson által használt név a sorozatfelvételre, amely először a K790i és a K800i készülékekben jelent meg), ami kilenc képet készít gyors egymásutánban, és utána kiválaszthatjuk, hogy melyikeket szeretnénk elmenteni. Kamera módban a 3, 6, 9, # gombok fölött jelek jelennek meg, amelyekkel különböző funkciók érhetők el (Felvételi mód, Motívumprogramok, Önkioldó, Vaku).
A K800i és K810i hasonlóan a telefonban megtalálhatóak a PhotoFix, HP Print és FaceWarp nevű programok. A PhotoFix az elkészített képek gyors tökéletesítésére használható, a kontraszt és a fényerő automatikus javításával. A PhotoDJ program segítségével egyszerűen szerkeszthetőek a fotók. A programban lehetőség van a képek fényerejének, kontrasztjának és színegyensúlyának beállítására, valamint a vörösszemhatás eltávolítására, különböző hatások hozzáadására és elemek beillesztésére.
A készülék QVGA (320x240) felbontású videók rögzítésére képes 30 kép/másodperc sebességgel (K800i: QCIF (176x144), 15 kép/s). A videó és képstabilizálásnak köszönhetően a videókon kevésbé jelenik meg a remegés és a képek kevésbé lesznek elmosódottak. A szoftverrel kezdetben problémák voltak, azonban ezek mostanra már megoldódtak.

### Multimédia
A megújult külsejű Média menüből érhető el az összes médiafájl. Ez a fajta menü először a W910i Walkman kategóriás mobilban jelent meg, és ennek felépítése lehetővé teszi a képek, videók és zenék könnyű csoportosítását és gyors, egyszerű elérését. A telefonban mozgásérzékelő működik, amely a készülék helyzetét érzékelve a média menüt szükség esetén elforgatja. Megtalálható benne az úgynevezett TrackID, amely például a rádióból rögzített zenerészlet alapján, az internetes adatbázisból kikeresve, megpróbálja beazonosítani az adott dal címét és előadóját.
A PhotoDJ, MusicDJ és VideoDJ programok alkalmasak az adott típusú állományok szerkesztésére. A PhotoDJ alkalmazással képeket szerkeszthetünk, a MusicDJ-vel négyféle különböző hangszer szólamának használatával hozhatunk létre különböző dallamokat. A VideoDJ segítségével a videókból részletek vághatók ki, képek illeszthetőek be és hang szúrható be a klipek alá.

### Szórakozás
Két gyárilag telepített játék található a telefonon. A Tennis Multiplay a Sega és a Sony Ericsson közös fejlesztése, egyszerű tenisz-játék. A másik játék neve Marble Madness. A játék célja, hogy egy golyó irányításával különböző pályákat teljesítsünk. Ez a játék kihasználja a telefonba épített mozgásérzékelő képességeit, úgy, hogy a telefon forgatásával tudjuk a golyó mozgását irányítani.
A mobiltelefonban beépített FM-rádió is megtalálható. A rádió csak a fülhallgató csatlakoztatásával működik, mivel annak kábele szolgál rádióantennaként. Rádióhasználat közben működik az ún. TrackID, amely segítségével a rádióból részlet rögzíthető, ez alapján a telefon az internetes adatbázis használatával megpróbálja megkeresni a dal címét és előadóját.

## Specifikációk
Technológia
- GSM 850/900/1800/1900 + UMTS 850/1900/2100 + HSDPA

Kijelző
- 2.2” QVGA (240x320 képpont), 262,144 (18-bit) szín TFT LCD

Telefonkönyv
- 1000 kapcsolat
- 7000 adat

Üzenetmemória
- 1000 db

Adatátvitel
- GPRS/EDGE/3G/HSDPA
- Bluetooth 2.0

Internet
- NetFront böngésző
- RSS-olvasó

Multimédia
- Médialejátszó (Media Center)
- FM-rádió (RDS)
- PhotoDJ, VideoDJ, MusicDJ
- 3D játékok

Memória
- Memory Stick Micro (M2) 512 MB a dobozban (legfeljebb 4GB), MicroSD kártya is használható az M2
- Telefon memória maximum 40 MB az előre telepített programok függvényében

Akkumulátor
- BST-38 3.6 V, 930 mAh, lítium-polimer (Li-Pol) akkumulátor
- Beszélgetési idő GSM/UMTS: akár 9 óra/3 óra 30 perc
- Készenléti idő GSM/UMTS: akár 400 óra/350 óra
- Videóhívás ideje: akár 3 óra 20 perc

Méretek
- 102 x 48 x 17 mm (4 x 1.9 x 0.7 in)

Súly
- 118 g /  4.2 uncia

Színvariációk
- Luminous Green
- Velvet Blue
- Quicksilver Black

SAR (Spesific Absorption Rate)
- 1,14

## Firmware lista
A telefonra eddig kiadott firmware-ek listája:
- R1CA029 - Első kiadás
- R1CA037 (SEUS - 03Dec07)
- R1DA038 (SEUS - 21Dec07)
- R1DA039 (SEUS - 21Dec07)
- R1EA031 (SEUS - 21Feb08)
- R1EA037 (SEUS - 12Apr08)
- R1FA035 (SEUS - 18Jun08)

SEUS - Sony Ericsson Update Service